# 羅伯特·阿倫比
羅伯特·阿倫比（Robert Allenby，1971年7月12日—）是一位澳洲職業高爾夫球選手。出生於墨爾本。目前他主要參加PGA巡迴賽的賽事。他獲得過20項賽事冠軍。包括4個PGA巡迴賽冠軍，4個PGA歐洲巡迴賽冠軍。

## 外部連結
- PGA巡迴賽網站上的介紹